# فيكتور تشوكالتيا
فيكتور تشوكالتيا Victor Ciocâltea (ولد في 16 يناير 1932 في بوخارست – ومات في 10 سبتمبر في مانريسا) لاعب شطرنج روماني حمل لقب أستاذ كبير (غراند ماستر).

## إنجازات
- فاز ببطولة رومانيا للشطرنج ثمانية مرات أعوام 1952، 1959، 1961، 1969، 1970، 1971، 1975، 1979.
- من أشهر مبارياته هزيمته لبوبي فيشر في فارنا عام 1962 في أولمبياد الشطرنج.
- مثل رومانيا سبع مرات في أولمبيادات الشطرنج من 1956 إلى 1982.

## ألقاب
- نال لقب أستاذ دولي عام 1957.
- نال لقب أستاذ كبير عام 1978.

## روابط خارجية
- فيكتور تشوكالتيا على موقع مباريات الشطرنج (الإنجليزية)
- فيكتور تشوكالتيا على موقع 365Chess.com (الإنجليزية)
- فيكتور تشوكالتيا على موقع Chesstempo.com (الإنجليزية)
- فيكتور تشوكالتيا سجل أولمبياد الشطرنج على موقع OlimpBase.org (الإنجليزية)